# NY1
，正式名稱為“波譜新聞紐約一台（Spectrum News NY1）”，也被稱為“紐約一台（New York One）”，是美國一家由時代華納有線公司創立的有線新聞電視頻道；後於2016年5月因時代華納有線公司被特許通訊公司收購而歸至其旗下。提供24小時新聞報道，側重關注紐約市的五個行政區；其節目主要以新聞、交通及天氣為特點，但也有自己的特色節目《市府內幕（Inside City Hall）》（該節目會在紐約市市長競選期間更名為《通向市府（Road to City Hall）》）。
標清版在紐約市波譜有線系統裡的頻道號為1，而其高清版則為701。而在美國阿爾蒂斯公司在紐約地區的最佳有線系統上，的頻道號為8；但在2012年8月確定使用該頻道號前，也曾在該系統的1頻道上播出過。最佳有線系統上的都是利用高清源降格為480i信箱模式的標清畫質，直至2017年9月29日才提供高清源播出信號。
目前除了覆蓋紐約市的200萬有線電視用戶外，還通過波譜有線電視系統和最佳有線電視系統覆蓋至新澤西州大部分地區（頻道號為64）、紐約州西徹斯特郡的弗農山市及長島市。但截至2019年，還未能在威訊光纖電視系統上播出。
波譜有線電視系統除了紐約都會區的用戶外，整個紐約州的用戶都可以在此系統上收看到；同時佛羅里達州的奧蘭多與坦帕用戶也可以在波譜有線上收看到的高清版。除此之外，北卡羅來納州羅利、夏洛特及格林斯伯勒等地的波譜有線用戶也可以在215數字頻道上收看到標清及高清版。不過在紐約地區意外，那些投放在上紐約特定廣告會被當地的公共服務內容及波譜有線推廣內容給替代。

## 外部連接
- 官方网站